# Javier Couso Permuy
Javier Couso Permuy (ur. 8 listopada 1968 w Ferrolu) – hiszpański dźwiękowiec, operator filmowy, aktywista polityczny, deputowany do Parlamentu Europejskiego VIII kadencji.

## Życiorys
Z wykształcenia technik dźwięku, kształcił się w RTVE. Ukończył później Międzynarodowy Instytut Dziennikarstwa. Pracował w telewizji Tele 5, następnie jako freelancer. Jego brat, José Couso, zginął 8 kwietnia 2003 w hotelu „Palestyna” w Bagdadzie, ostrzelanym przez amerykański czołg. Javier Couso stał się wówczas osobą publiczną, podejmując działania celem pociągnięcia do odpowiedzialności amerykańskich żołnierzy i ich przełożonych odpowiedzialnych za ten atak. M.in. na jego wniosek hiszpański sąd podjął działania zmierzające do ekstradycji z USA osób odpowiedzialnych.
W 2014 Javier Couso zaangażował się w działalność polityczną w ramach Zjednoczonej Lewicy. Kandydował z jej ramienia w wyborach europejskich. Mandat europosła uzyskał, gdy kilka dni po rozpoczęciu kadencji zrezygnował z niego Willy Meyer.